# 相模鉄道の客車
相模鉄道の客車（さがみてつどうのきゃくしゃ）は現在のJR東日本相模線を開業させた相模鉄道、及び同社神中線となった現在の相鉄本線に相当する路線を開業し、後に同社に合併された神中鉄道（1919年までは神中軌道）で使用された客車の一覧である。
なお、本項において相模鉄道の表記は、1943年の相模鉄道・神中鉄道合併以前は「相模鉄道」または「相模」、以降は「相鉄」とする。

## 相模鉄道

### ハ1形
1921年の開業に際し払い下げを受けた、1897年三田製作所の木造二軸車、鉄道省ハ2546・2548（定員計96人）で、1・2の2両が在籍。1940年に番号はそのままで有蓋貨車ワ1形に改造され、1943年に廃車されている。

### ホ1形
1926年の厚木延長に備え汽車会社で製造された半鋼製ボギー客車で、1 - 4の4両が在籍。当時の相模鉄道が将来の電化を計画していたため、車体窓配置がF3-1D16D1で側窓は1段窓の前面貫通形の電車形の車体で、車内はロングシート、つり革が装備され、床下にはトラス棒を配し、前照灯の台座も備えていた。
1944年の相模線買収により鉄道省籍に編入されナハ2380 - 2383となり、結局電車化されることはなかったが、その後1950年代の時点で新鶴見操車場職員輸送用の職用車ナヤ2660・2661となった2両は推進運転用に前照灯が取り付けられた姿が確認されている。

### オハ10形
1943年に汽車会社で製造された半鋼製ボギー客車で、オハ11の1両のみ在籍。窓配置はC3-d1D9D2で側窓は2段窓となり、また台車も電車用のTR25を使用するなど、ホ1形同様車内はロングシート、つり革が装備された電車形の車体ながら、一層電車に近い形状となった。
ホ1形同様買収対象となり、鉄道省籍に編入されホ1形の続番であるナハ2384となった。ホ1形同様電車化されることはなかった。

## 神中鉄道

### ロ10形・ハ20形・フハ50形

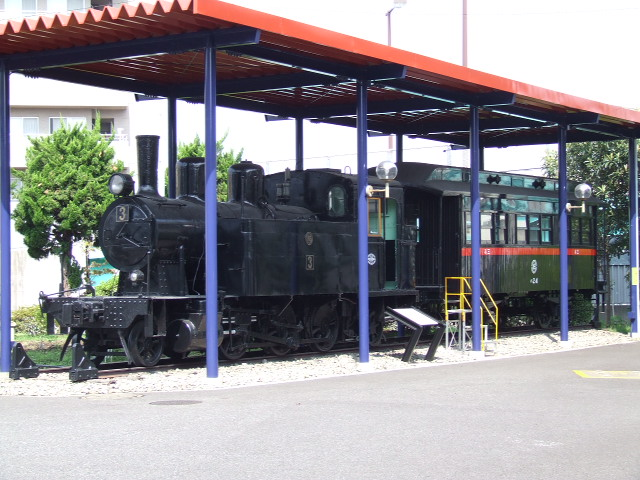
神中鉄道3号蒸気機関車。後ろの客車がハ24。

1926年の開業に際し3形蒸気機関車とともに汽車会社で製造されたダブルルーフの木造二軸客車。二等車のロ10形10 - 12、三等車のハ20形20 - 24、三等緩急車のフハ50形50・51の3形式計10両が在籍した。
私鉄で数が多くない二等車を導入したことは特筆されるが、その二等車のロ10形は開業3年目の1928年に10・11が半室三等車化されロハ10形10・11となり、更に1931年には二等車を廃して三等緩急車ハフ100形101・102となった。また、唯一二等車のまま残った12も同年ガソリンエンジンが取り付けられ、気動車化されキハ20形20となった。
1938年に20 - 23・51が夕張鉄道へ譲渡され、同社線ではハ20形4両は神中時代と同一形式・同一番号となったが、51はハ60形60と改番された。
24・50・101・102は相鉄へ引き継がれたが、1949年に24が三岐鉄道へハ10形2両・ホハ200とともに譲渡されハフ10形16となり、50・101・102は常総筑波鉄道へ譲渡された。
ハ24の後身である三岐鉄道ハフ16は三岐線で使用されたが、1959年のモハ120形・クハ210形電車導入により、ハ11・12の後身であるハフ14・15ともども別府鉄道へ譲渡されハフ7となり土山線で使用された。1984年の同社線廃線により廃車となり、保存のため相鉄へ譲渡され、ハ24に復元の上3号蒸気機関車とペアでモハ6001・6021、トフ400とともにかしわ台工機所（現・かしわ台車両センター）で保存されている。

### ハ10形
1939年にガソリンカーのキハ10形からエンジン・運転台を撤去したもので、10・11の2両が在籍した。形式は「ハ」だが手ブレーキが残されていたため実質的に「ハフ」であり、また現車も「ハフ」の表記であった。

### ホハ200形
相模・神中合併直前の1943年3月に払い下げを受けた鉄道省ホハユ3315で、1899年東京車両工業製の木造ダブルルーフ、オープンデッキ付きのボギー客車。200の1両のみ在籍。譲受後に車体を改造し、客用窓が1段窓から2段窓に、屋根がダブルルーフからシングルルーフに変更され、またデッキのない密閉式となっている。1949年にハ10・11・24とともに三岐鉄道に譲渡され、ホハフ200形201となったが、1953年に日本軽金属に譲渡され、蒲原工場専用鉄道の通勤輸送用客車となった。

### ホハ50形
燃料事情の悪化などから、1944年にディーゼルカーのキハ50形からエンジンや運転台を撤去したもので、50・52 - 54の4両が在籍した。